# Corte suprema dell'India

Emblema della Corte suprema indiana

La Corte suprema dell'India (Hindi: भारतीय उच्चतम नयायालय, Inglese: Supreme Court of India) è il più alto organo giurisdizionale dell'India. 

## Funzioni
Prevista dalla Costituzione, si tratta allo stesso tempo di un tribunale federale, corte costituzionale e corte suprema d'appello del paese.

## Storia
La prima seduta si tenne il 28 gennaio 1950: da allora sono state espresse 24.000 decisioni, alcune delle quali di grande rilievo economico e sociale.

## Composizione
La Corte è composta da un giudice capo e 30 giudici assistenti, tutti designati dal presidente, in consulto con la Corte stessa. I giudici restano in carica fino a 65 anni di età.